# آلبرت هال (بازیکن فوتبال، زاده ۱۸۸۲)
همچنین نگاه کنید به رویال آلبرت هال
آلبرت هال (به انگلیسی: Albert Hall) زادهٔ ۲۱ ژانویه ۱۸۸۲ بازیکن فوتبال اهل انگلستان بود که سابقهٔ بازی در تیم ملی فوتبال انگلستان را در کارنامهٔ خود دارد. وی در تاریخ ۱۲ فوریه ۱۹۱۰ تنها بازی ملی خود را در مقابل تیم ملی فوتبال ایرلند انجام داد.